# Эль-Генейна
Эль-Генейна (араб. الجنينة‎, англ. Geneia) — город в Судане, столица штата Западный Дарфур. В городе живёт 169 259 человек (оценка на 2010 год).

## История
После начала столкновений в Судане в апреле 2023 года между вооружёнными силами Судана и Силами быстрого реагирования (СБР) началась ожесточённая битва за Эль-Генейну. По некоторым данным, местное арабское ополчение присоединилось к СБР. Десятки тысяч жителей Эль-Генейны бежали в соседний Чад.

## Климат
| Показатель                    | Янв. | Фев. | Март | Апр. | Май  | Июнь | Июль  | Авг.  | Сен. | Окт. | Нояб. | Дек. | Год   |
| ----------------------------- | ---- | ---- | ---- | ---- | ---- | ---- | ----- | ----- | ---- | ---- | ----- | ---- | ----- |
| Средний суточный максимум, °C | 32,5 | 34,1 | 36,6 | 38,1 | 37,9 | 36,2 | 32,1  | 29,7  | 32,5 | 35,0 | 34,0  | 32,5 | 34,1  |
| Средняя температура, °C       | 21,9 | 23,4 | 26,5 | 28,7 | 29,3 | 28,8 | 26,3  | 24,9  | 25,5 | 25,8 | 23,9  | 21,7 | 25,5  |
| Средний суточный минимум, °C  | 11,3 | 12,7 | 16,5 | 19,3 | 20,8 | 21,5 | 20,6  | 20,1  | 18,6 | 16,7 | 13,8  | 11,0 | 16,9  |
| Норма осадков, мм             | 0,2  | 0,0  | 0,4  | 5,2  | 16,0 | 45,3 | 167,4 | 214,4 | 65,2 | 9,6  | 0,1   | 0,0  | 523,8 |
| Источник: ,                   |      |      |      |      |      |      |       |       |      |      |       |      |       |

## Население
| Год                       | Население, чел. |
| ------------------------- | --------------- |
| 1973 (перепись)           | 35 424          |
| 1983 (перепись)           | 55 996          |
| 1993 (перепись)           | 92 831          |
| 2010 (оценка численности) | 169 259         |